# Wolf Bachofner
Wolf Bachofner (Vienna, 4 luglio 1961) è un attore e attore teatrale austriaco di cinema, teatro e televisione.
In Italia è noto per aver partecipato nei panni di Peter Höllerer nella serie televisiva Il commissario Rex.

## Biografia
Studia dizione e linguaggio a Vienna, perfezionandosi sia in Austria che in Germania, poi si dedica al teatro da Shakespeare a Čechov, tra cui Il giardino dei ciliegi di Cechov. La sua consacrazione arriva con la serie televisiva Il commissario Rex, di cui è attore fisso per cinque stagioni. Dal 2009 è coprotagonista della serie televisiva Fast Forward.

## Filmografia parziale

### Cinema
- Fliehkraft, regia di Nikolaus Leytner - cortometraggio (1984)
- Vergiss Snider!, regia di Götz Spielmann (1987)
- Sternberg - Shooting Star, regia di Niki List (1989)
- Erwin und Julia, regia di Götz Spielmann (1990)
- Die Spitzen der Gesellschaft, regia di Franz Novotny (1990)
- Himmel oder Wienerstadt, regia di Michael Sturminger - cortometraggio (1990)
- Hund und Katz, regia di Michael Sturminger (1991)
- Der Nachbar, regia di Götz Spielmann (1992)
- Dead Flowers, regia di Peter Ily Huemer (1992)
- Ein Anfang von etwas, regia di Nikolaus Leytner (1995)
- Die Ameisenstraße, regia di Michael Glawogger (1995)
- Nachtbus, regia di Stephan Wagner - cortometraggio (1995)
- Jugofilm, regia di Goran Rebic (1997)
- Qualtingers Wien, regia di Harald Sicheritz (1997)
- Viehjud Levi, regia di Didi Danquart (1999)
- Ikarus, regia di Bernhard Weirather (2002)
- Darum, regia di Harald Sicheritz (2008)
- Mein Kampf, regia di Urs Odermatt (2009)
- Das Leben ist keine Autobahn, regia di Dennis Albrecht (2011)
- Spanien, regia di Anja Salomonowitz (2012)
- Hannas schlafende Hunde, regia di Andreas Gruber (2016)

### Televisione
- Tatort – serie TV, episodio 3x04 (1987)
- Dieses naive Verlangen (1993)
- Il commissario Rex (Kommissar Rex) – serie TV, 60 episodi (1994-1999)
- Männer (1998)
- Jedermann (2000)
- Blond: Eva Blond! – serie TV, episodio 2x01 (2004)
- Ich bin ein Berliner (2005)
- SOKO Wismar – serie TV, episodio 2x04 (2005)
- Mutig in die neuen Zeiten – Im Reich der Reblaus (2005)
- Der Winzerkönig– serie TV, episodi 1x07-1x08 (2006)
- Mutig in die neuen Zeiten: nur keine Wellen, regia di Harald Sicheritz – film TV (2006)
- Quattro donne e un funerale (Vier Frauen und ein Todesfall) – serie TV, episodio 2x06 (2007)
- Fast Forward (Schnell ermittelt) – serie TV (2009-)

## Premi
- Nel 1995 ottiene il premio Bavarian TV Award per l'interpretazione nella serie Il commissario Rex